# Neocryptopygus nivicolus
Neocryptopygus nivicolus är en urinsektsart som beskrevs av John Tenison Salmon 1965. Neocryptopygus nivicolus ingår i släktet Neocryptopygus och familjen Isotomidae. Inga underarter finns listade i Catalogue of Life.